# Малая Вербовка
Малая Вербовка (укр. Мала Вербівка) — село в Бисковичской сельской общине Самборского района Львовской области Украины.
Население по переписи 2001 года составляло 102 человека. Занимает площадь 1,45 км². Почтовый индекс — 81420. Телефонный код — 3236.

## История
В 1946 году указом ПВС УССР хутор Воля-Вяцковичская переименован в Малую Вербовку.